# IceCube

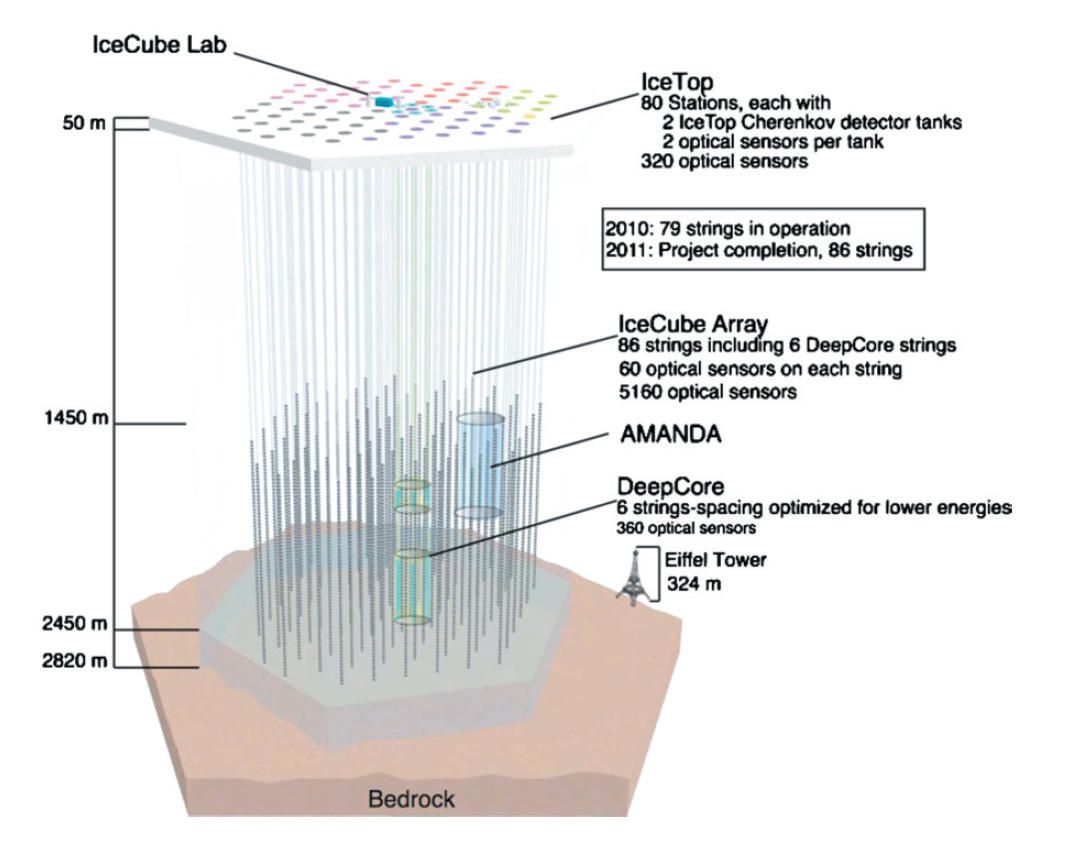
Schematisk bild av IceCubes arkitektur. Notera AMANDA och jämförelsen med Eiffeltornet nere till höger.

IceCube är ett teleskop på Antarktis som är konstruerat för att detektera neutriner. Det är lokaliserat vid Amundsen-Scott-basen i Antarktis. IceCube färdigställdes 18 december 2010, nyzeeländsk tid.

## Historia

### AMANDA
AMANDA (Antarctic Muon and Neutrino Detector Array) är det inledande steget i att bygga neutrinoteleskop vid Amundsen-Scott-basen. Det är ett samarbetsprojekt mellan flera länder, däribland Sverige, som varje år bidrar med fem miljoner kronor. Totalt består arbetsstyrkan av 170 personer som kommer från många länder, däribland 15 svenskar.
AMANDA består av 18 stycken 2 km långa borrhål i isen, cylindriskt placerade med 120 m diameter. Nedsänkta längst ner i borrhålen finns 677 detektorer för Tjerenkov-blixtar, stora som fotbollar, i 500 m långa strängar.
AMANDA togs i full drift 2000 och används för studium av neutriner med ursprung i atmosfären. För registrering av neutriner med ursprung långt ute i universum är AMANDA för litet. (DUMAND var en planerad havsbaserad föregångare till AMANDA, som övergavs på projekteringsstadiet)

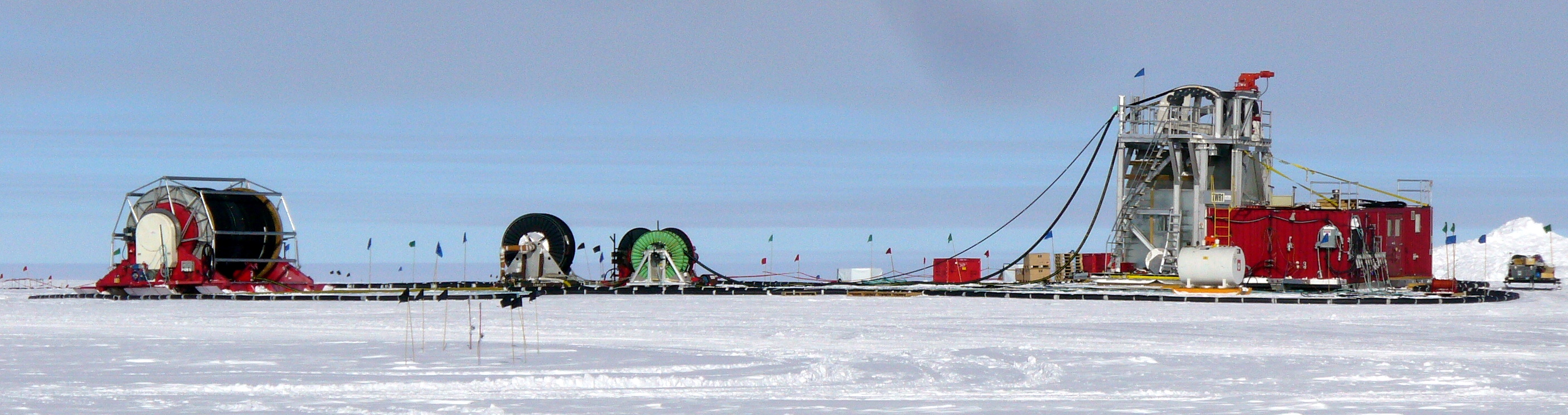
IceCube borrtorn i december 2009.

### IceCube
År 2005 började man därför komplettera Amanda med nya, och djupare hål för att bilda ett större teleskop, "IceCube". Under säsongen 2005–2006 installerades ytterligare åtta strängar, vilket gjorde IceCube till det största neutrinoteleskopet i världen. IceCube färdigställdes i december 2010 och i maj 2011 började man ta data med den fullt utbyggda detektorn. IceCube består av 86 stycken s.k strängar (borrhål i glaciärisen där man sänkt ner fotodetektorer). På varje sträng sitter det 60 stycken fotodetektorer på ett djup av 1450–2450 m  vilket är betydligt djupare än föregångaren AMANDA. På ytan finns även 81 ytstationer vilka undgår absorption i snö och is. Dessa är avsedda att först och främst detektera den elektromagnetiska komponenten i kosmiska skurar. Totalt har man installerat 5160 fotodetektorer i isen och 324 på ytan. Av klimatskäl kan man arbeta endast under sommaren, som i Antarktis inträffar månaderna oktober till februari. Denna tid pendlar temperaturen i medeltal mellan –48 °C och –23 °C.  Projektet leds av University of Wisconsin–Madison i USA och finansieras främst av National Science Foundation (NSF, USA). Hela projektet har kostnadsberäknats till 272 miljoner US dollar. Sverige har bidragit med hårdvara för drygt 50 miljoner kr. Andra större bidragsländer är Belgien, Japan, Nederländerna, Nya Zeeland och Tyskland.  
Hålen "borras" med hjälp av varmvatten. När hålet är borrat har man ungefär 20 timmar på sig att få detektorerna på plats, innan hålet fryser igen. Den volym i isen som på detta sätt försetts med fotodetektorer är ungefär en kubikkilometer (därav namnet IceCube).
Tillverkningen av detektorerna – som kallas DOM (Digital Optical Module) – delas mellan fyra laboratorier, varav ett i Sverige.

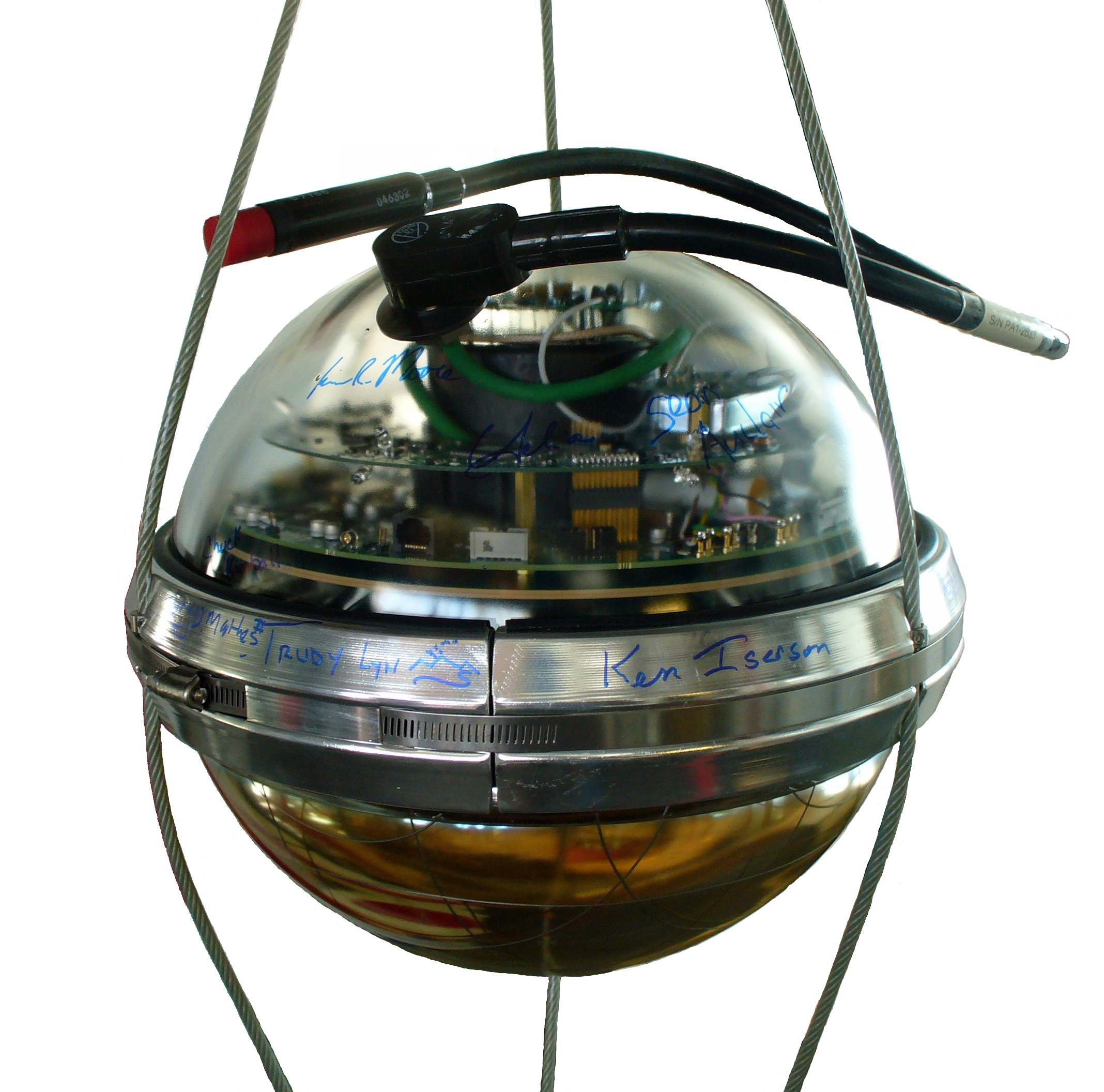
"Taklampa," en av DOMerna i IceCubes hål #85.

## Detektorprincip
Eftersom materia är så gott som transparent för neutriner kan man i Antarktis registrera neutriner även från norra hemisfären, som då når detektorsystemet underifrån i isen efter att ha passerat rakt igenom hela jordklotet. En mycket liten andel av dessa reagerar i isen och kan detekteras där. För myoner från kosmisk strålning utgör emellertid jorden ett hinder. Jorden fungerar alltså här som ett jättestort filter som minskar bakgrunden för neutrinosignalen. Det är alltså norra himmelssfären som man på detta sätt studerar från Sydpolen. Man kan dock också studera neutriner från den södra himmelssfären, speciellt sådana med hög energi. Det finns visserligen då en bakgrund av myoner från kosmisk strålning, men de lämnar ett spår av ljus när de kommer uppifrån, medan en neutrino inte syns alls innan den reagerar. Genom att analysera position och tid för de fotodetektorer som träffas av ljuset från sekundärpartiklar i en neutrinoreaktion kan man bestämma riktningen hos den inkommande neutrinon, och alltså se varifrån på himlen den kom.

## Observation av högenergetiska neutriner från en blazar
En högenergetisk neutrino observerad av IceCube den 22 september 2017 sammanföll i riktning och tid med en gammablixt från blazaren TXS 0506+056. I efterhand har man analyserat 9,5 års IceCube-observationer och funnit ett överskott av neutriner som kommit från blazarens position. Forskargruppen tolkar detta som belägg för att blazarer kan vara källor till högenergetiska neutriner.